# 第26空挺旅団 (ドイツ連邦陸軍)
第26空挺旅団「ザールラント」（だい26くうていりょだん、ドイツ語：Luftlandebrigade 26 "Saarland"）は、ドイツ連邦陸軍の旅団の一つ。現在は特殊作戦師団隷下にあり、旅団司令部をザールルイに置き、旅団隷下部隊のほとんどがザールラント州に駐屯している。このため本旅団は「ザールラント旅団」と呼ばれている。本旅団はドイツ連邦軍における介入戦力に指定され、重要な構成を占めている。

## 部隊編制
- 旅団司令部中隊 - 在ザールルイ
  -  第260空挺偵察中隊 - 在ツヴァイブリュッケン
  -  第260空挺工兵中隊 - 在ザールルイ
  -  第261降下猟兵大隊 - 在レーバッハ（ドイツ語版）
  -  第263降下猟兵大隊 - 在ツヴァイブリュッケン
  -  第262空挺支援大隊 - 在メルツィヒ
  -  第310空挺偵察中隊 - 在ゼードルフ
  -  第270空挺工兵中隊 - 在ゼードルフ

## 歴史
1958年にエスリンゲンにてB9戦闘群が編成される。同年、ジークマリンゲンに移駐し第26空挺旅団に改編される。1959年に古典的な名称である第26降下猟兵旅団に改称され、1972年の改編まで継続する。1972年に旅団司令部をザールルイに移駐し旅団隷下部隊は完全にザールラント州に配置される。また、1991年に愛称「ザールラント」が与えられる。第262降下猟兵大隊がザールルイにて編成され後にツヴァイブリュッケンに移駐し、これによりラインラント＝プファルツ州に「分家」を設ける。
1991年にイランで人道支援活動を実施することになり「クルド援助作戦」の一部に参加し、1992年から1993年から国際連合主導による国際連合カンボジア暫定統治機構に衛生任務部隊を派遣する。1993年にソマリアでの第二次国際連合ソマリア活動に先遣隊を派遣する。
1995年以降、旅団全隷下部隊の将兵はほとんど連続的にバルカン半島諸国に出動した。1997年3月14日に在外ドイツ人避難を目的としたトンボ作戦のためにボスニア・サラエボ郊外に駐留していた旅団戦闘部隊をアルバニアのティラナに派遣しドイツ人と外国人の避難活動を支援する。
2002年から2003年のアフガニスタンの国際治安支援部隊（ISAF）に旅団司令部と隷下部隊は先導部隊としてカーブルにある多国籍旅団を指揮した。2006年には旅団の一部部隊は欧州連合部隊コンゴ民主共和国派遣任務（EUFOR RD CONGO）に参加する。
第261降下猟兵大隊所属の空挺隊員30人が2007年7月14日のフランス共和国国家祭典に全欧州連合加盟国の一員として、そしてドイツ軍兵士として初めて参加した。2007年7月16日から5日間、降下猟兵小隊が、ロシアのプスコフにてロシア軍中隊と共に空挺降下訓練および戦闘射撃訓練を実施する。同時にロシア軍小隊はツヴァイブリュッケンの第263降下猟兵大隊を訪問している。

### 不祥事等
- 2006年にアフガニスタンに展開したザールラント旅団の兵士が遺体の冒涜に関与したとされる不祥事が申し立てられる。
- 第263降下猟兵大隊が駐屯するツヴァイブリュッケンの兵営にて2006年以降多発した猥褻行為のため検察官の介入を受ける。これにより同年内にRDコンゴに派遣されていた中隊の交代を余儀なくされた。

## 歴代旅団長
| 代 | 氏名                                                        | 着任          | 離任          |
| -- | ----------------------------------------------------------- | ------------- | ------------- |
| 1  | エーリヒ・ティム陸軍大佐 Erich Timm                         | 1958年10月    | 1963年9月     |
| 2  | ハンス＝ヴェルナー・フォス陸軍大佐 Hans-Werner Voss         | 1963年10月    | 1967年4月     |
| 3  | カール＝アルベルト・ケール陸軍大佐 Karl-Albert Keerl        | 1967年4月     | 1968年10月    |
| 4  | ハインリヒ・シュヴィータール陸軍大佐 Heinrich Schwiethal    | 1968年10月    | 1970年9月     |
| 5  | ヘルムート・リーベスキント陸軍大佐 Helmut Liebeskind        | 1970年10月    | 1973年9月     |
| 6  | ハンス・クビス陸軍大佐 Hans Kubis                           | 1973年9月     | 1976年3月     |
| 7  | ヘルベルト・ハーゲンブリュック陸軍大佐 Herbert Hagenbruck   | 1976年4月     | 1983年3月31日 |
| 8  | フリッツ・エッカート陸軍大佐 Fritz Eckert                   | 1983年4月     | 1990年3月31日 |
| 9  | ヘルムート・ハーフ陸軍大佐 Helmut Harff                     | 1990年4月1日  | 1994年3月31日 |
| 10 | ハンス＝ハインリヒ・ディーター陸軍大佐 Hans-Heinrich Dieter | 1994年4月1日  | （1995年）    |
| 11 | ヘニング・グラヴァッツ陸軍大佐 Henning Glawatz              | （1996年）    | （1999年）    |
| 12 | マンフレート・シュレンカー陸軍大佐 Manfred Schlenker        | （2000年）    | （2002年）    |
| 13 | ハンス＝ヴェルナー・フリッツ陸軍大佐 Hans-Werner Fritz      | 2003年        | 2005年8月29日 |
| 14 | フォルカー・ベシュト陸軍大佐 Volker Bescht                  | 2005年8月29日 | 2010年1月14日 |
| 15 | エーベルハルト・ソーン陸軍大佐 Eberhard Zorn                | 2010年1月14日 | 2012年1月31日 |
| 16 | アンドレアス・ハンネマン陸軍大佐 Andreas Hannemann          | 2012年1月31日 | 2014年12月4日 |
| 17 | シュテファン・ゲイレン陸軍大佐 Stefan Geilen                | 2014年12月4日 | 2015年3月31日 |